# Pete Yorn (album)
Pete Yorn è il quinto eponimo album in studio del cantautore statunitense Pete Yorn, pubblicato nel 2010.

## Tracce
Tutte le tracce sono state scritte da Pete Yorn, eccetto dove indicato.

1. Precious Stone – 3:26
2. Rock Crowd – 4:48
3. Velcro Shoes – 3:50
4. Paradise Cove I – 4:07
5. Badman – 3:13
6. The Chase – 4:04
7. Sans Fear – 4:17
8. Always – 3:27
9. Stronger Than – 3:39
10. Future Life – 4:11
11. Wheels (Chris Hillman, Gram Parsons) – 3:18